# 安娜·法瑞絲
安娜·凱·法瑞丝（Anna Kay Faris，1976年11月29日—）是一名美國歌手及女演員，其電影代表作品有《驚聲尖笑》系列、《迷失東京》、《有关时间旅行的热门问题》和《大獨裁者落難記》等。2015年，她開創播客《Unqualified》，2017年她出版了同名的回憶錄。

## 早期经历
安娜出生于马里兰州的巴尔的摩，在她6岁时一家人迁至华盛顿州的埃德蒙兹。她的父亲杰克是一位社会学家，曾在华盛顿大学担任内联副主任，之后又在华盛顿生物科技与医学协会担任主席。母亲凯伦则是埃德蒙兹海景小学的一名特教老师。安娜的兄长罗伯特是一名社会学教授，供职于加利福尼亚大学戴维斯分校。
在父母的鼓励下，年仅9岁的安娜便在西雅图剧目剧团进行了为期3个月的演出，演出剧目为亚瑟·米勒的独幕剧《Danger: Memory!》，这也是她的第一次专业表演。随后她又扮演过《杀死一只知更鸟》中的史考特，《海蒂》的女主角海蒂以及《我们的小镇》中的蕾贝卡等角色。高中时期，安娜曾在某品牌霜冻优格广告中有过演出。1994年高中毕业后，安娜在西雅图华盛顿大学修读英语文学，并取得学士学位。

## 演艺生涯
安娜在大学毕业后的第一个角色是在独立电影《情人节杀手》（1999）中出演一位倒霉的啦啦队长。2000年，她凭借恶搞恐怖片《惊声尖笑》中辛蒂·坎贝尔一角迎来演艺事业的突破。之后，安娜又在电视剧《老友记》里客串演出。2003年，安娜最后时刻被选中参演电影《迷失东京》，并在其中扮演一个为某部动作片做宣传的女演员，随后又在《哈啦上菜》和《前任女友》中与瑞恩·雷诺兹上演对手戏。2006年，安娜在《断背山》与《我的超人女友》中担任配角。
2007年凭借在《笑脸》中的演出，安娜获得《High Times》杂志「年度最佳吸毒女」奖（Stonette of the Year）。在2008年电影《校园兔女郎》中，安娜一人担任主演和制片人两角。
2009年到2011年，她又先后在《天降美食》（2009）、《鼠来宝：明星俱乐部》（2009）以及《鼠来宝3》（2011）中担任配音。2011年，身兼执行制片的安娜在浪漫喜剧《床伴逐个数》中与克里斯·埃文斯合作对手戏。
2012年，安娜与沙查·巴隆·科恩合作出演《独裁者》。

## 私人生活
安娜在伦敦拍摄《情人节杀手》时，与第一任丈夫本·英德拉（Ben Indra）相识。二人当年开始约会，并于2004年6月结婚。因“不可调和”的矛盾，两人于2007年4月离婚。根据离婚协议规定，除部分资产以及演出版权费外，安娜还将向前夫额外支付90万美元。安娜和第二任丈夫——同为演员的克里斯·普拉特在2007年早期的《今晚带我回家》片场相识。二人于2009年1月订婚，并于当年7月9日在巴厘岛低调结婚。两人育有一子傑克（Jack），於2012年8月25日出生。但兩人於2017年8月宣佈離異。

## 影視作品列表

### 電影
| 年份 | 名稱                                                                    | 角色                       | 備註                                                           |
| 1996 | 《處動心弦》 Eden                                                       | Dithy                      |                                                                |
| 1999 | 《情人節殺手》 Lovers Lane                                              | Janelle Bay                |                                                                |
| 2000 | 《驚聲尖笑》 Scary Movie                                                | Cindy Campbell             |                                                                |
| 2001 | 《驚聲尖笑2》 Scary Movie 2                                             | Cindy Campbell             |                                                                |
| 2002 | 《瘋流美之活人生切》 May                                                | Polly                      |                                                                |
| 2002 | 《小姐好辣》 The Hot Chick                                              | April                      |                                                                |
| 2003 | 《巔峰辣妹派》 Winter Break                                             | Justine                    |                                                                |
| 2003 | 《迷失東京》 Lost in Translation                                        | Kelly                      |                                                                |
| 2003 | 《驚聲尖笑3》 Scary Movie 3                                             | Cindy Campbell             |                                                                |
| 2005 | 《Southern Belles》                                                     | Belle                      |                                                                |
| 2005 | 《哈拉上菜》 Waiting...                                                 | Serena                     |                                                                |
| 2005 | 《斷背山》 Brokeback Mountain                                           | Lashawn Malone             |                                                                |
| 2005 | 《謝謝！再聯絡》 Just Friends                                           | Samantha James             |                                                                |
| 2006 | 《驚聲尖笑4》 Scary Movie 4                                             | Cindy Campbell             |                                                                |
| 2006 | 《我的超人女友》 My Super Ex-Girlfriend                                 | Hannah Lewis               |                                                                |
| 2006 | 《Guilty Hearts》                                                       | Jane Conelly               |                                                                |
| 2007 | 《大麻瘋狂物語》 Smiley Face                                            | Jane F.                    |                                                                |
| 2007 | 《媽媽的大男孩》 Mama's Boy                                             | Nora Flanagan              |                                                                |
| 2008 | 《The Spleenectomy》                                                    | Danielle / Dr. Fields      | 短片                                                           |
| 2008 | 《女郎我最兔》 The House Bunny                                          | Shelley Darlington         | 也是監製                                                       |
| 2009 | 《有关时间旅行的热门问题》 Frequently Asked Questions About Time Travel | Cassie                     |                                                                |
| 2009 | 《我要做警察》 Observe and Report                                       | Brandi                     |                                                                |
| 2009 | 《美食風球》 Cloudy with a Chance of Meatballs                          | Sam Sparks                 | 配音                                                           |
| 2009 | 《鼠来宝：明星俱乐部》 Alvin and the Chipmunks: The Squeakquel          | Jeanette                   | 配音                                                           |
| 2010 | 《反斗熊心》 Yogi Bear                                                  | Rachel Johnson             |                                                                |
| 2011 | 《先生你哪位》 What's Your Number?                                      | Ally Darling               | 也是執行製作人                                                 |
| 2011 | 《今晚帶我回家》 Take Me Home Tonight                                   | Wendy Franklin             |                                                                |
| 2011 | 《鼠来宝3》 Alvin and the Chipmunks: Chipwrecked                        | Jeanette                   | 配音                                                           |
| 2012 | 《大獨裁者落難記》 The Dictator                                         | Zoey                       |                                                                |
| 2013 | 《激愛543》 Movie 43                                                    | Julie                      | 片段："The Proposition"                                        |
| 2013 | 《救婚365日》 I Give It a Year                                          | Chloe                      |                                                                |
| 2013 | 《食破天驚2》 Cloudy with a chance of meatball 2                        | Sam Sparks                 | 配音                                                           |
| 2014 | 《龍虎少年隊：童顏巨捕》 22 Jump Street                                 | 安娜（Anna）               | 客串 片段：「Top Gun-inspired 30 Jump Street: Flight Academy」 |
| 2015 | 《鼠來寶：鼠喉大作讚》 Alvin and the Chipmunks: The Road Chip           | Jeanette Miller            | 配音                                                           |
| 2016 | 《搶救基努貓》 Keanu                                                    | 她自己                     | 客串                                                           |
| 2017 | 《Emoji大冒險》 The Emoji Movie                                         | Jailbreak / Princess Linda | 配音                                                           |
| 2018 | 《小迷糊又天翻地覆》 Overboard                                          | Kate Sullivan              |                                                                |
| 2022 | 《遗产计划》 The Estate                                                 | Savanna                    |                                                                |
| 2024 | 《我的间谍2：永恒之城》 My Spy: The Eternal City                        | Nancy                      |                                                                |

### 電視節目
| 年份       | 名稱                                                                 | 角色                             | 備註                                  |
| 1991       | 《Deception: A Mother's Secret》                                     | Liz                              | 電視電影                              |
| 2002、2004 | 《King of the Hill》                                                 | Lisa Stoned Hippie Chick（配音） | 2集                                   |
| 2004       | 《六人行》 Friends                                                   | Erica                            | 常設角色、5集                         |
| 2004       | 《瘋電視》 Mad TV                                                    | 她自己                           | 2集                                   |
| 2005       | 《Blue Skies》                                                       | Sarah                            | 電視電影                              |
| 2007       | 《我家也有大明星》 Entourage                                         | 她自己                           | 3集                                   |
| 2008       | 《鄰家兔女郎》 The Girls Next Door                                   | 她自己                           | 1集                                   |
| 2008、2011 | 《週六夜現場》 Saturday Night Live                                   | 她自己                           | 第34季，第3集 第37季，第4集           |
| 2013–2020  | 《極品老媽》 Mom                                                     | Christy Plunkett                 | 主角（第1–7季）、152集                |
| 2018       | 《Joel McHale的Joel McHale騷》 The Joel McHale Show with Joel McHale | Sandy                            | 單集："Bitterness and Disappointment" |

## 書籍
| 年份 | 書名            |
| ---- | --------------- |
| 2017 | 《Unqualified》 |

## 備註
1. ↑  . Filmreference.com.   [October 14, 2010]. （原始内容存档于2010-02-03）.
2. ↑  Krug, Kurt Anthony. . The Seattle Times. April 21, 2006  [2013年11月27日]. （原始内容存档于2011年6月28日）.
3. ↑  Wulff, Jennifer. . People. July 23, 2001  [2013-11-27]. （原始内容存档于2012-05-29）.
4. ↑  . University of California, Davis.   [May 3, 2012]. （原始内容存档于2010年4月16日）.
5. ↑  Friend, Tad. . The New Yorker (Condé Nast). April 11, 2011: 52–61  [September 17, 2011]. （原始内容存档于2012-10-17）.
6. ↑  . 人物. February 19, 2008  [2013年11月27日]. （原始内容存档于2011年3月29日）.
7. ↑  Garcia, Jennifer. . 人物. August 25, 2012  [August 25, 2012]. （原始内容存档于2016-08-28）.
8. ↑  . The Hollywood Reporter.   [2017-08-07]. （原始内容存档于2020-11-12） （英语）.
9. ↑  .   [2011-09-18]. （原始内容存档于2011-10-01）.